# Marcopolo Gran Viale
El Marcopolo Gran Viale es una carrocería de autobuses urbanos e intermunicipales producido por el fabricante brasileño de buses Marcopolo desde el año 2004.

## Historia
Fue lanzado en 2004, inicialmente para el mercado de exportación. Las primeras unidades del modelo fueron exportados a Colombia (montados en chasis Volvo B12M), a continuación, a los Emiratos Árabes Unidos y más tarde a Chile y también para las empresas brasileñas. En Curitiba y Región Metropolitana hay algunas unidades articuladas circulando. La carrocería también se utilizó para probar los coches, especialmente en São Paulo, donde un modelo híbrido corrió algún tiempo.
El diseño del modelo sirvió para establecer la Viale DD, una versión con doble piso para intermunicipal e internacional que daba las líneas de visión y también para la nueva generación del Torino.
La Marcopolo Gran Viale fue actualizado en 2007, donde el frente recibió detalles del interior y el suelo fue mayor, lo que impide que el motor, principalmente como B12M, que se encuentran entre los ejes y se apoyó en el suelo y en el banco.
La Gran Víale se encuentra en la versión más articulada y motores Volvo B340M y B290R; Scania K250UB, K250IB 4x2 Urbano, K270UB 4x2 y 6x2 en versión alcohol (etanol) y finalmente K310IB 6x2; Mercedes-Benz O-500MA, O-500U y O-500M (todos con tecnología BlueTec5) y Volkswagen en 18-320 OT Euro V Low Entry.
En los países de habla portuguesa, el modelo también se conoce simplemente como Viale, este modelo se hizo en Coímbra en exclusiva con chasis de motor trasero y de piso bajo, y Brasil para evitar la confusión con el modelo Gran Vía producido por Mascarello.

## Chasis

### Mercedes-Benz
| Fabricante do chassi | Nome do chassi   |
| -------------------- | ---------------- |
| Mercedes-Benz        | O-500MA          |
| Mercedes-Benz        | O-500M           |
| Mercedes-Benz        | O-500U Bluetec 5 |
| Mercedes-Benz        | O-500M Bluetec 5 |
| Mercedes-Benz        | O-500R           |

### Volvo
| Fabricante do chassi | Nome do chassi |
| -------------------- | -------------- |
| Volvo                | B340M          |
| Volvo                | B290R          |
| Volvo                | B12            |
| Volvo                | B12M           |
| Volvo                | B7R            |
| Volvo                | B7RLE          |
| Volvo                | B9salf         |

### Volkswagen
| Fabricante do chassi | Nome do chassi |
| -------------------- | -------------- |
| Volksbus             | 18-320 OT      |

### Scania
| Fabricante do chassi | Nome do chassi |
| -------------------- | -------------- |
| Scania               | K250UB         |
| Scania               | K250IB         |
| Scania               | K270UB         |
| Scania               | K270IB         |
| Scania               | K340IB         |
| Scania               | K230IB         |
| Scania               | K310IB         |

### Agrale
| Fabricante do chassi | Nome do chassi |
| -------------------- | -------------- |
| Agrale               | MT 12.0 LE CA  |

### TuttoTrasporti
| Fabricante do chassi | Nome do chassi |
| -------------------- | -------------- |
| TuttoTrasporti       | UPB C2 EX DRG  |

### Iveco
| Fabricante do chassi | Nome do chassi |
| -------------------- | -------------- |
| Iveco                | Tector 150E21  |
| Iveco                | C350I          |